# Bentonia
Bentonia est un petit village peuplé de 500 habitants situé dans le comté de Yazoo au Mississippi, entre les villes de Jackson et Memphis. Ce village est célèbre pour ses cafés et ses musiciens de blues.